# Dioscorea grisebachii
Dioscorea grisebachii är en enhjärtbladig växtart som beskrevs av Carl Sigismund Kunth. Dioscorea grisebachii ingår i släktet Dioscorea och familjen Dioscoreaceae. Inga underarter finns listade i Catalogue of Life.